# Thomas Doll
Thomas Doll (* 9. dubna 1966, Malchin) je bývalý německý fotbalista, ofenzivní záložník a útočník. Po skončení aktivní kariéry působí jako trenér.

## Fotbalová kariéra
Ve východoněmecké oberlize hrál za FC Hansa Rostock a Berliner FC Dynamo. Nastoupil ve 146 ligových utkáních a dal 43 gólů. S Berliner FC Dynamo získal dvakrát mistrovský titul a dvakrát východoněmecký fotbalový pohár. Za reprezentaci Východního Německa (NDR) nastoupil v letech 1986–1990 ve 29 utkáních a dal 7 gólů. Dále hrál v Bundeslize hrál za Hamburger SV, v italské Serii A za SS Lazio, v bundeslize za Eintracht Frankfurt a v Itálii za SSC Bari, v bundeslize nastoupil ve 102 utkáních a dal 8 gólů, v italské Serii A nastoupil v 78 utkáních a dal 9 gólů. V Poháru mistrů evropských zemí nastoupil v 8 utkáních, v Poháru vítězů pohárů nastoupil ve 4 utkáních a v Poháru UEFA nastoupil ve 2 utkáních. Za německou fotbalovou reprezentaci nastoupil v letech 1991-1993 v 18 utkáních a dal 1 gól, byl členem německé reprezentace na Mistrovství Evropy ve fotbale 1992, nastoupil ve 4 utkáních a získal s týmem stříbrné medaile.

## Ligová bilance
| Ročník              | Zápasy | Góly | Klub                |
| ------------------- | ------ | ---- | ------------------- |
| I. liga 1983/84     | 5      | 0    | FC Hansa Rostock    |
| I. liga 1984/85     | 17     | 1    | FC Hansa Rostock    |
| I. liga 1985/86     | 25     | 3    | FC Hansa Rostock    |
| I. liga 1986/87     | 26     | 7    | Berliner FC Dynamo  |
| I. liga 1987/88     | 23     | 11   | Berliner FC Dynamo  |
| I. liga 1988/89     | 25     | 13   | Berliner FC Dynamo  |
| I. liga 1989/90     | 25     | 8    | FC Berlin           |
| Bundesliga 1990/91  | 33     | 4    | Hamburger SV        |
| Serie A 1991/92     | 31     | 7    | SS Lazio            |
| Serie A 1992/93     | 20     | 2    | SS Lazio            |
| Serie A 1993/94     | 13     | 0    | SS Lazio            |
| Bundesliga 1993/94  | 6      | 0    | Eintracht Frankfurt |
| Bundesliga 1994/95  | 10     | 1    | Eintracht Frankfurt |
| Bundesliga 1995/96  | 12     | 1    | Eintracht Frankfurt |
| Serie B 1996/97     | 31     | 4    | SSC Bari            |
| Serie A 1997/987    | 14     | 0    | SSC Bari            |
| Bundesliga 1998/99  | 13     | 0    | Hamburger SV        |
| CELKEM DDR-Oberliga | 146    | 43   |                     |
| CELKEM Bundesliga   | 102    | 8    |                     |
| CELKEM Serie A      | 78     | 9    |                     |